# Лионский фуникулёр
Лио́нский фуникулёр — транспортная система, действующая с 1862 года в городе Лионе, Франция.
В настоящий момент в городе действуют две линии фуникулёра, связывающие район Сен-Жан с вершиной холма Фурвьер (в двух разных точках). Входит в состав Лионского метрополитена.

## История фуникулёра в Лионе
Открытие первой линии фуникулёра состоялось 3 июня 1862 года. Таким образом, Лион — это первый город в мире, где была открыта городская железная дорога с фуникулёрной тягой, однако надо заметить, что технология использования железнодорожных платформ с кабельной тягой появилась раньше: уже с 1833 года подобная транспортная система соединяла населённые пункты Андрезьё-Бутеон и Ле-Кото в департаменте Луара.
В период максимального расцвета в Лионе было 5 линий фуникулёра: 3 из них работали на холме Фурвьер и 2 — на холме Круа-Русс. Общей характеристикой всех лионских фуникулёров было то, что бо́льшую часть пути они проходили по туннелям.
Сегодня сохранились лишь 2 действующие линии фуникулёра на холме Фурвьер: 2 другие линии были закрыты, а одна была преобразована в зубчатую железную дорогу, продлена и стала частью линии C Лионского метрополитена.

## Действующие линии

### Сен-Жан — Сен-Жюст (F1)
- Дата открытия: 8 апреля 1878
- Длина: 822 м
- Максимальный уклон: 183 мм/м
- Колея: 1440 мм (с 1878), 1000 мм (с 1901)

С 1901 линия действовала в виде зубчатой железной дороги, в 1958 году вновь преобразована в линию фуникулёра. Эта линия — единственная, имеющая промежуточную станцию «Миним — Театр-Ромен».
В начале 2019 года планируется закрыть линию на реконструкцию на несколько месяцев. 

### Сен-Жан — Фурвьер (F2)
- Дата открытия: 6 сентября 1900[3]
- Длина: 431 м, из них 380 метров в туннеле[3]
- Максимальный уклон: 310 мм/м[3]
- Колея: 1000 мм (с 1900); 1330 мм (с 1970)
- Ежедневный пассажиропоток (2017): 6000 чел[2].

Линия была модернизирована в 1970 году. Вагоны были заменены на новые, а оба старых отправились в музеи: один — в Автомобильный музей имени Анри Малатра в Роштайе-сюр-Соне, другой — в Музей городского, междугородного и загородного транспорта в Шелле.
Со 2 января 2018 года линия вновь закрыта на реконструкцию, которая должна продлиться 5 месяцев. За время реконструкции будет проверено состояние вагонов и инфраструктуры, вагоны будут модернизированы и сделаны более просторными, а также доступными для людей с ограниченной подвижностью.

## Закрытые или перестроенные линии

### Улица Терм — Круа-Русс
- Дата открытия: 3 июня 1862
- Дата закрытия: 31 декабря 1967
- Длина: 489 м
- Максимальный уклон: 160 мм/м
- Колея: 1440 мм

После закрытия фуникулёра туннель используется для автомобильного движения.

### Круа-Паке — Круа-Русс
- Дата открытия: 12 апреля 1891
- Дата закрытия: 3 июля 1972
- Длина: 512 м
- Максимальный уклон: 172мм/м
- Колея: 1440 мм

Линия была вновь открыта 6 декабря 1974 года, будучи преобразованной в зубчатую железную дорогу. В дальнейшем она была продлена в обе стороны и стала линией C Лионского метрополитена.

### Сен-Поль — Фурвьер
- Дата открытия: 6 декабря 1900
- Дата закрытия: 25 декабря 1937
- Длина: 514 м
- Максимальный уклон: 243 мм/м
- Колея: 1440 мм

Эта линия связывала вокзал Сен-Поль и находившуюся на вершине холма Фурвьер конечную остановку трамвая. Её называли в народе «фуникулёром мертвецов», так как она использовалась для перевозки гробов на кладбище Луаяс.